# Selling To Zebras
Selling to Zebras: How to Close 90% of the Business You Pursue Faster, More Easily, and More Profitably là một cuốn sách bán hàng được viết bởi Jeff Koser. Trong phương pháp luận, mọi viễn cảnh bán hàng được định lượng bằng cách ghi 7 đặc điểm. Cuốn sách đã giành được giải"Sách hay nhất"của USA Book trong lĩnh vực kinh doanh: Danh mục bán hàng. Cuốn sách được nêu trong chương một của"The Sales Gurus: Những bài học từ những cuốn sách bán chạy nhất mọi thời đại".
Với sự giúp đỡ của con trai, Jeff đã viết cuốn sách dựa trên 30 năm kinh nghiệm bán hàng của mình như là một đại diện bán hàng, quản lý bán hàng và giám đốc bán hàng đang cố gắng hoàn thiện kỹ thuật bán hàng của mình. Cuốn sách được xuất bản năm 2009 bởi Greenleaf Book Group Press.
"Jeff Koser đã viết một cuốn sách mà tôi xem là một trong những cuốn sách bán chạy nhất mà tôi đã đọc trong thập kỷ qua. Điều khiến cuốn sách này trở nên thú vị là phương pháp và quy trình của họ để xác định triển vọng tốt nhất của công ty. Họ đã phát triển một mô hình phân tích rất khoa học có thể được sử dụng bởi bất kỳ công ty nào."-Marc Kramer, trích dẫn từ một bài báo trong The Entrepreneur.

## Selling to Zebras, Inc.
Koser tạo ra Selling to Zebras, Inc. với tư cách là một công ty tư vấn tại Wisconsin. Sau một vài năm, với sự giúp đỡ của người bạn lâu năm Brian Gallagher, doanh thu gần như đạt tới 1 triệu đô la một năm. Jeff đã tham gia nhiều công ty VC nhưng không ai quan tâm đến một công ty tư vấn nhỏ. Vì vậy, ông đã ký một thỏa thuận với một doanh nhân địa phương và kiến trúc sư phần mềm, Tom Bowe, để phát triển một hệ thống phần mềm tự động hóa bán hàng dựa trên đám mây dựa trên phương pháp bán hàng Selling To Zebras.